# Roger Goemaere
Roger Goemaere, né le 15 avril 1923 à Romorantin (Loir-et-Cher) et mort le 13 avril 2000 à Blois (Loir-et-Cher), est un homme politique français.

## Détail des fonctions et des mandats
Mandats locaux
- 1956 - 1959 : Conseiller municipal de Montrichard
- 1959 - 1965 : Conseiller municipal de Montrichard
- 1965 - 1971 : Maire de Montrichard
- 1971 - 1977 : Maire de Montrichard
- 1967 - 1973 : Conseiller général du canton de Montrichard
- 1973 - 1979 : Conseiller général du canton de Montrichard
- 1979 - 1985 : Conseiller général du canton de Montrichard
- 1985 - 1992 : Conseiller général du canton de Montrichard
- 1992 - 1998 : Conseiller général du canton de Montrichard
- 1986 - 1992 : Conseiller régional du Centre
- 1992 - 1998 : Conseiller régional du Centre

Mandat parlementaire
- 25 novembre 1962 - 2 avril 1967 : Député de la 1re circonscription de Loir-et-Cher

## Décorations
- Commandeur de l'ordre des Arts et des Lettres Il est fait commandeur lors de la promotion du 14 novembre 1995[1].